# Saint-Sernin (Lot i Garonna)
Saint-Sernin – miejscowość i gmina we Francji, w regionie Nowa Akwitania, w departamencie Lot i Garonna.
Według danych na rok 1990 gminę zamieszkiwało 340 osób, a gęstość zaludnienia wynosiła 16 osób/km² (wśród 2290 gmin Akwitanii Saint-Sernin plasuje się na 845. miejscu pod względem liczby ludności, natomiast pod względem powierzchni na miejscu 484.).